# Denis Houf
Denis Houf (16 de febrer de 1932 - 7 de desembre de 2012) fou un futbolista belga.

## Selecció de Bèlgica
Va formar part de l'equip belga a la Copa del Món de 1954.